# 2452 Lyot
2452 Lyot este un asteroid din centura principală.

## Descoperirea asteroidului
Asteroidul a fost descoperit la 30 martie 1981 de astronomul E. Bowell, la Stația Anderson Mesa.

## Denumire
La descoperire, a primit denumirea provizorie 1981 FE. Apoi a primit numele astronomului francez Bernard Lyot.

## Caracteristici
Asteroidul 2452 Lyot prezintă o orbită caracterizată de o semiaxă majoră egală cu 3,1572970 u.a. și o excentricitate de 0,1209235, înclinată cu 11,81256° față de ecliptică.